# Agrypnus afflictus
Agrypnus afflictus es una especie de escarabajo del género Agrypnus, tribu Agrypnini, familia Elateridae. Fue descrita científicamente por Candèze en 1874.
Se distribuye por Vietnam, Camboya, Tailandia, y Malasia (Penang).